# José de Barros Falcão de Lacerda
José de Barros Falcão de Lacerda Cavalcanti (Recife, 23 de dezembro de 1775 — Recife, 22 de julho de 1851) foi um militar e político brasileiro.
Envolveu-se na Revolução Pernambucana e na Confederação do Equador, e comandou as tropas brasileiras na vitória da Batalha de Pirajá, principal confronto da Independência da Bahia.

## Biografia
José de Barros Falcão de Lacerda Cavalcanti nasceu no Recife, em Pernambuco, no dia 23 de dezembro de 1775 
Foi comandante militar na Ilha de Fernando de Noronha em 1811 e combateu revolta política na então comarca das Alagoas no ano de 1815. Em 1817, aderiu à Revolução Pernambucana, sendo preso pelos portugueses e enviado para a Bahia, onde ficou detido por quatro anos.
Em novembro de 1822, comandou os homens do Batalhão de Pernambuco, do Batalhão de Milicianos da cidade do Rio de Janeiro e da Legião de Caçadores da Bahia no confronto com as tropas portuguesas na chamada Batalha de Pirajá, episódio da Guerra da Independência do Brasil ocorrido em Salvador. Nomeado comandante das armas em Pernambuco, o Coronel Barros Falcão aderiu em 1824 ao movimento separatista denominado Confederação do Equador. Com a derrota dos revolucionários, é condenado à morte e foge para os Estados Unidos, retornando ao Brasil em 1829. Passa a viver na clandestinidade até 1831, quando é anistiado. Posteriormente, foi nomeado Oficial da Imperial Ordem do Cruzeiro e Cavaleiro da Ordem de São Bento de Avis, bem como recebeu a Medalha de Distinção da Independência do Brasil. 
Combateu o movimento Setembrada e, em 1842, foi nomeado administrador de obras públicas em Pernambuco. Foi ainda vereador no Recife em 1850. Faleceu em Recife aos 22 de julho de 1851, reformado no posto de coronel, sendo sepultado no Cemitério de Santo Amaro. 

## Genealogia
Oriundo de uma das mais distintas famílias da Capitania de Pernambuco, o Coronel José de Barros Falcão de Lacerda Cavalcanti nasceu em Recife aos 23 de dezembro de 1775 , sendo filho do então Tenente José de Barros Falcão de Lacerda Cavalcanti e de Úrsula Maria Carlota de Abreu e Lima, nobres versados em a "Nobiliarquia Pernambucana" de Borges da Fonseca. Assim, vinha a ser neto por via paterna de outro José de Barros Falcão de Lacerda Cavalcanti e de Sebastiana Teresa de Melo. Pelo lado materno, era neto do Coronel Francisco da Silva Correia e de Maria de Abreu e Lima. O seu avô paterno era filho de João Falcão de Eça e de Antônia Cavalcanti de Albuquerque, enquanto a sua avó paterna vinha a ser filha de Francisco Simões Colaço de Vasconcelos e de Maria de Melo de Barros Rego. Era, portanto, sobrinho-trineto do Capitão-mor Bernardo Vieira de Melo (o primeiro a proclamar uma república em Pernambuco, como líder da Guerra dos Mascates), tetraneto de Antônio Simões Colaço, pentaneto de Gaspar Wanderley, bem como descendente de Arnau de Holanda, Filippo Cavalcanti, Jerônimo de Albuquerque, Christoph Linz, entre tantos outros pernambucanos célebres. 
Foi casado com sua prima afastada Bernarda Francisca da Conceição Cavalcanti de Lacerda, Senhora do Engenho da Boavista, filha do Coronel Nicolau Coelho Cavalcanti de Lacerda, Senhor do Engenho Santa Ana, Vereador e Juiz de Fora de Olinda, e de Maria Francisca da Conceição Vieira de Lacerda. Desse modo, vinha a ser neta paterna de Antônio Ribeiro de Lacerda e de Leonor dos Reis, Senhora do Engenho Santa Ana, o qual herdou de seus pais, o Sargento-mor Nicolau Coelho dos Reis (Senhor dos Engenhos Santa Ana, Anjo e Pantorra) e Maria de Faria. Neta materna do Capitão-mor Bento Gonçalves Vieira Camelo, Senhor do Engenho Gurjaú de Cima, e de Francisca Mariana Cavalcanti de Lacerda. 
Entre os filhos do casal, estiveram: 
- Francisco de Barros Falcão de Lacerda Cavalcanti de Albuquerque. Teve carta de brasão de armas, sendo Fidalgo Cavaleiro da Casa Imperial. Solteiro, deixou um filho natural no Rio de Janeiro. [4]
- Pedro Alexandrino de Barros Cavalcanti de Lacerda e Albuquerque. Teve carta de brasão de armas passada aos 20 de abril de 1865, sendo também Fidalgo Cavaleiro da Casa Imperial. Foi casado com Emília Guilhermina Xavier Veloso, filha do Licenciado Matias Carneiro Leão, cirurgião certificado, e de Uberta Arcângela Xavier Veloso. Com sucessão, incluindo o seu filho Adolfo de Barros Cavalcanti de Albuquerque Lacerda, Presidente da Província de Pernambuco. [4]
- Maria do Carmo de Barros Cavalcanti de Lacerda. Casada com o seu primo João Paes Barreto de Lacerda, irmão da Baronesa de Ipojuca, sendo filho do seu tio materno Inácio Francisco Vieira Cavalcanti de Lacerda e de Ana Cavalcanti Paes Barreto. Com sucessão. [4]